# Castell'Umberto
Castell'Umberto es una localidad italiana de la provincia de Mesina, región de Sicilia, con 3.372 habitantes.

Ubicación de la ciudad de Castell'Umberto dentro de la provincia de Mesina.

## Evolución demográfica
| Gráfica de evolución demográfica de Castell'Umberto entre 1861 y 2001 |
|                                                                       |
| Fuente ISTAT - Elaboración gráfica por parte de Wikipedia             |